# محمد إبراهيم أبو سنة
محمد إبراهيم أبو سنَّة (1937 – 10 نوفمبر 2024)، هو شاعر مصري. كان واحدا من أبرز شعراء جيل الستينيات في مصر. تشتهر كتاباته بسلاسة أسلوبه، وتعتبر قصائده الغرامية فريدة من نوعها. حصد جائزة الدولة التشجيعية في الشعر عام 1984 وجائزة أحمد شوقي الدولية للشعر عام 2021، وجائزة النيل في الآداب عام 2024.

## حياته
ولد محمد إبراهيم أبو سنَّة في 15 مارس 1937، في محافظة الجيزة، وحصل على ليسانس كلية الدراسات العربية من جامعة الأزهر عام 1964م، وعمل محرراً سياسياً بالهيئة العامة للاستعلامات في الفترة من عام 1965 إلى عام 1975، ثم مقدم برامج بإذاعة جمهورية مصر العربية عام 1976 "إذاعة البرنامج الثاني"، وفى عام 1995 شغل منصب مدير عام البرنامج الثقافي، وعمل نائباً لرئيس الإذاعة المصرية.

## وفاته
توفي يوم الأحد 10 نوفمبر 2024 عن سبعةٍ وثمانين سنة بعد صراع طويل مع المرض، وأقيمت صلاة الجنازة عقب صلاة الظهر في مسجد السيدة نفيسة، ودُفن بمقبرة أسرته بالسادس من أكتوبر، واقتصر العزاء على أداء مراسم الجنازة بحسب وصيته.

## من مؤلفاته
صدر له اثنا عشر ديواناً من الشعر ومسرحيتان شعريتان وعشر دراسات أدبية، وصياغة شعرية لمائة قصيدة من الشعر الأرمني عبر العصور، ومن من دواوينه:
- ديوان «قلبي وغازلة الثوب الأزرق» 1965.
- ديوان «أجراس المساء» 1975.

ومن أعماله الشعرية:
- «رماد الألسنة الخضراء»، 1985
- «شجر الكلام»، 1990
- «مرايا النهار البعيد»
- «رقصات نيلية»
- «موسيقى الأحلام»

كما كتب مسرحيتي «حصار القلعة»، و«حمزة العرب».